# Frank Hübner (Segler)
Frank Hübner (* 16. Oktober 1950 in Lüdenscheid) ist ein deutscher Segler, der 1976 Olympiasieger wurde.
1967 wurde Hübner deutscher Jugendmeister mit dem Pirat, 1969 wurde er Jugendmeister mit dem Korsar. 1971 belegte er bei der Junioreneuropameisterschaft den sechsten Platz im Finn. Ab 1972 startete er mit der 470er Jolle. 1973 wurde er zusammen mit seinem Vorschotmann Klaus Feldmann Vize-Europameister. Ab 1974 wurde Feldmann durch Harro Bode ersetzt. Hübner und Bode gewannen 1975 Bronze bei der Europameisterschaft. 1976 bei der olympischen Regatta vor Kingston erreichten Hübner und Bode drei Tagessiege und wurden Olympiasieger.
Hübner und Bode segelten für den Segelclub Sorpesee-Iserlohn.